# Il compleanno di Topolino
Il compleanno di Topolino (The Birthday Party) è un cortometraggio animato del 1931 della serie Mickey Mouse diretto da Burt Gillett e prodotto dalla Walt Disney Productions; uscì negli Stati Uniti il 6 gennaio 1931 distribuito dalla Columbia Pictures.

## Trama
Minni fa nascondere a casa sua Orazio Cavezza, Clarabella e tutti gli altri amici di Topolino per organizzare una festa a sorpresa per il compleanno del fidanzato. Quando questi arriva, tutti escono dai nascondigli, urlano "Sorpresa!" e gli cantano "Tanti auguri". Arriva il cuoco con la torta, ma Topolino soffia talmente forte sulle candeline che essa finisce tutta in faccia al cuoco. Minni regala a Topolino un pianoforte, e i due si mettono a suonare e cantare "I Can't Give You Anything but Love, Baby". Poi tutti si mettono a ballare, e infine Topolino suona lo xilofono accompagnato da Minni al pianoforte. Inizialmente Topolino se la cava bene, ma lo xilofono si ribella e, nella colluttazione che ne segue, gli fa finire in testa una boccia piena d'acqua.

## Distribuzione

### Edizione italiana
Esistono due edizioni italiane del corto. In DVD è stata inclusa l'edizione originale, senza doppiaggio italiano. Quella trasmessa in TV è invece doppiata in italiano, colorata al computer e presenta dei nuovi titoli di testa e di coda.
Edizioni home video
Il cortometraggio è incluso nel DVD Walt Disney Treasures: Topolino in bianco e nero, senza il doppiaggio italiano.